# Chaetopisthes cincinnatus
Chaetopisthes cincinnatus is een keversoort uit de familie bladsprietkevers (Scarabaeidae). De wetenschappelijke naam van de soort is voor het eerst geldig gepubliceerd in 1982 door Tangelder & Krikken.